# Pseudarmadillo tuberculatus
Pseudarmadillo tuberculatus är en kräftdjursart som beskrevs av Helmut Schmalfuss 1984. Pseudarmadillo tuberculatus ingår i släktet Pseudarmadillo och familjen Delatorreidae. Inga underarter finns listade i Catalogue of Life.